# Euxoa brunnea
Peridroma saucia là một loài bướm đêm trong họ Noctuidae.

## Hình ảnh

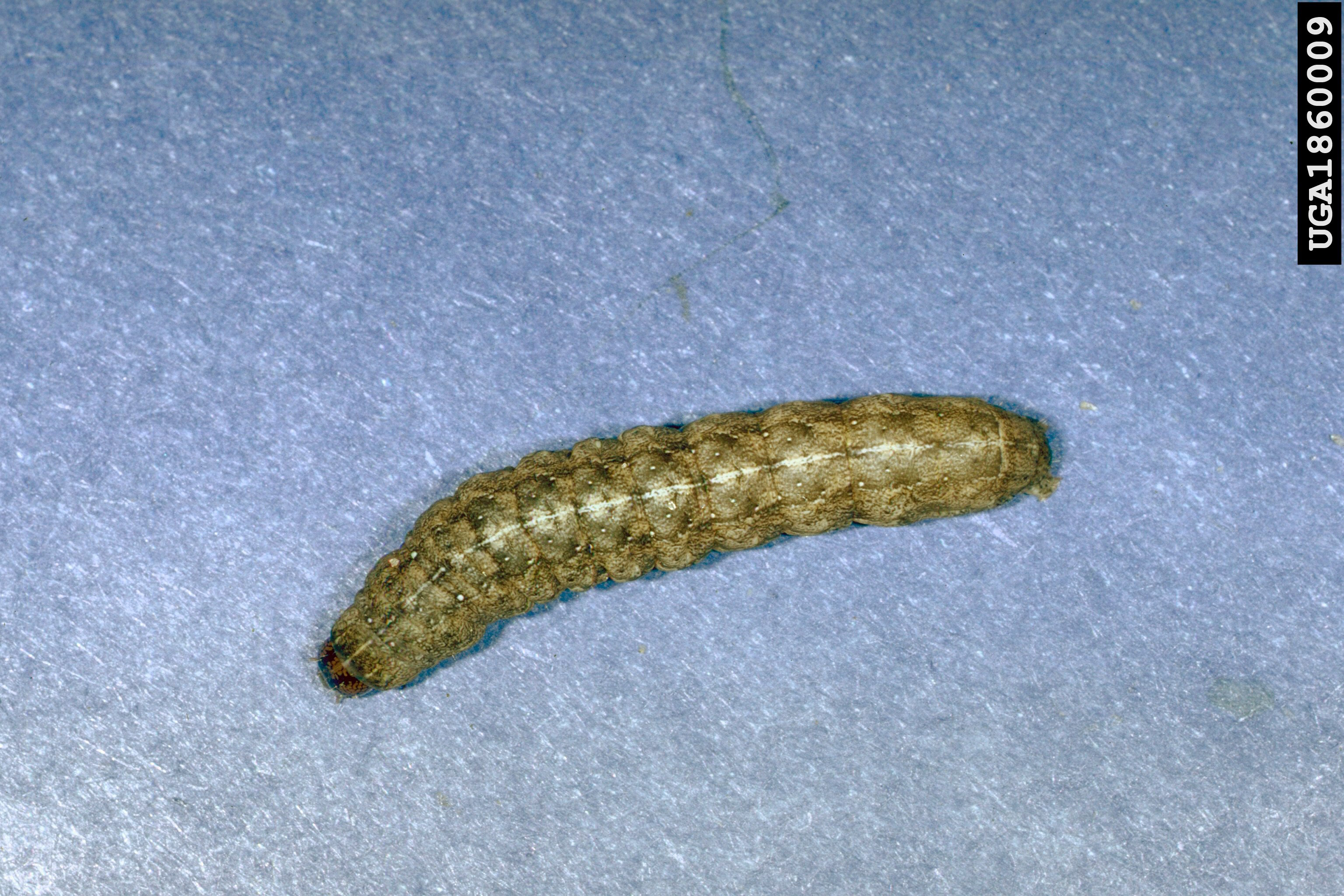
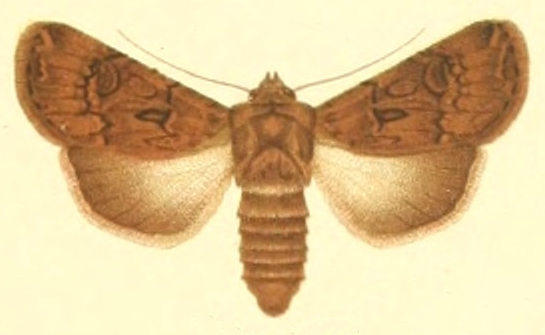
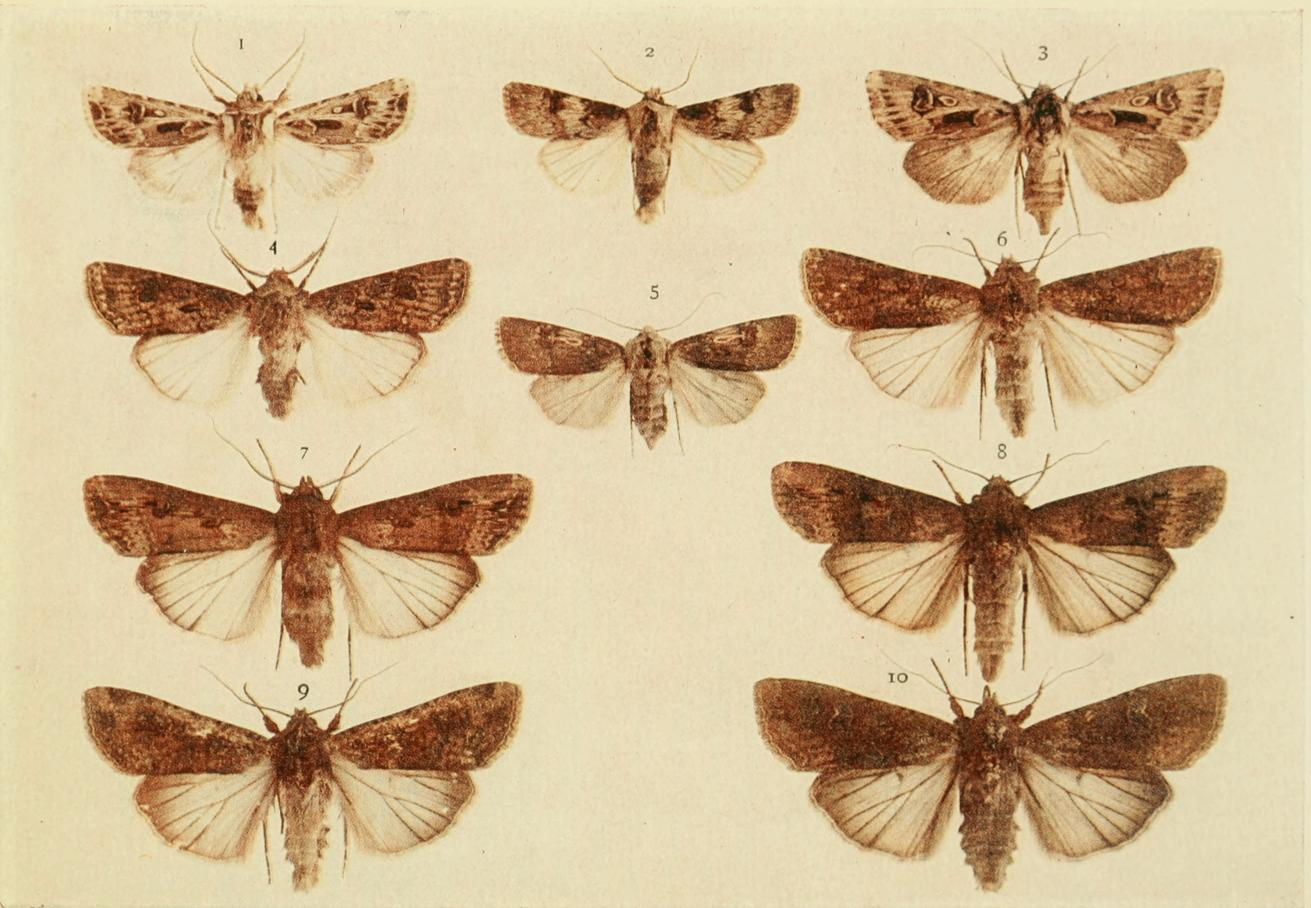
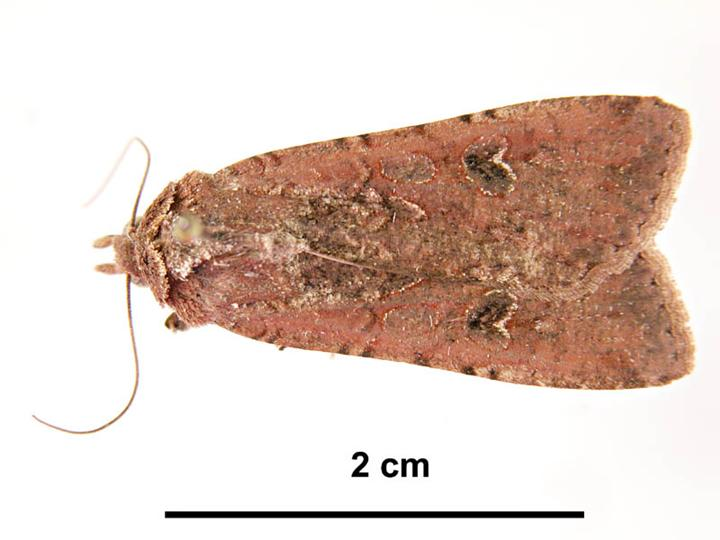